# لانبادارن فور، کردیگیون
لانبادارن فور (به انگلیسی: Llanbadarn Fawr) یک منطقهٔ مسکونی در بریتانیا است که در کردیگیون واقع شده‌است. لانبادارن فور ۳٬۳۸۰ نفر جمعیت دارد.